# Посадская улица (Екатеринбург)

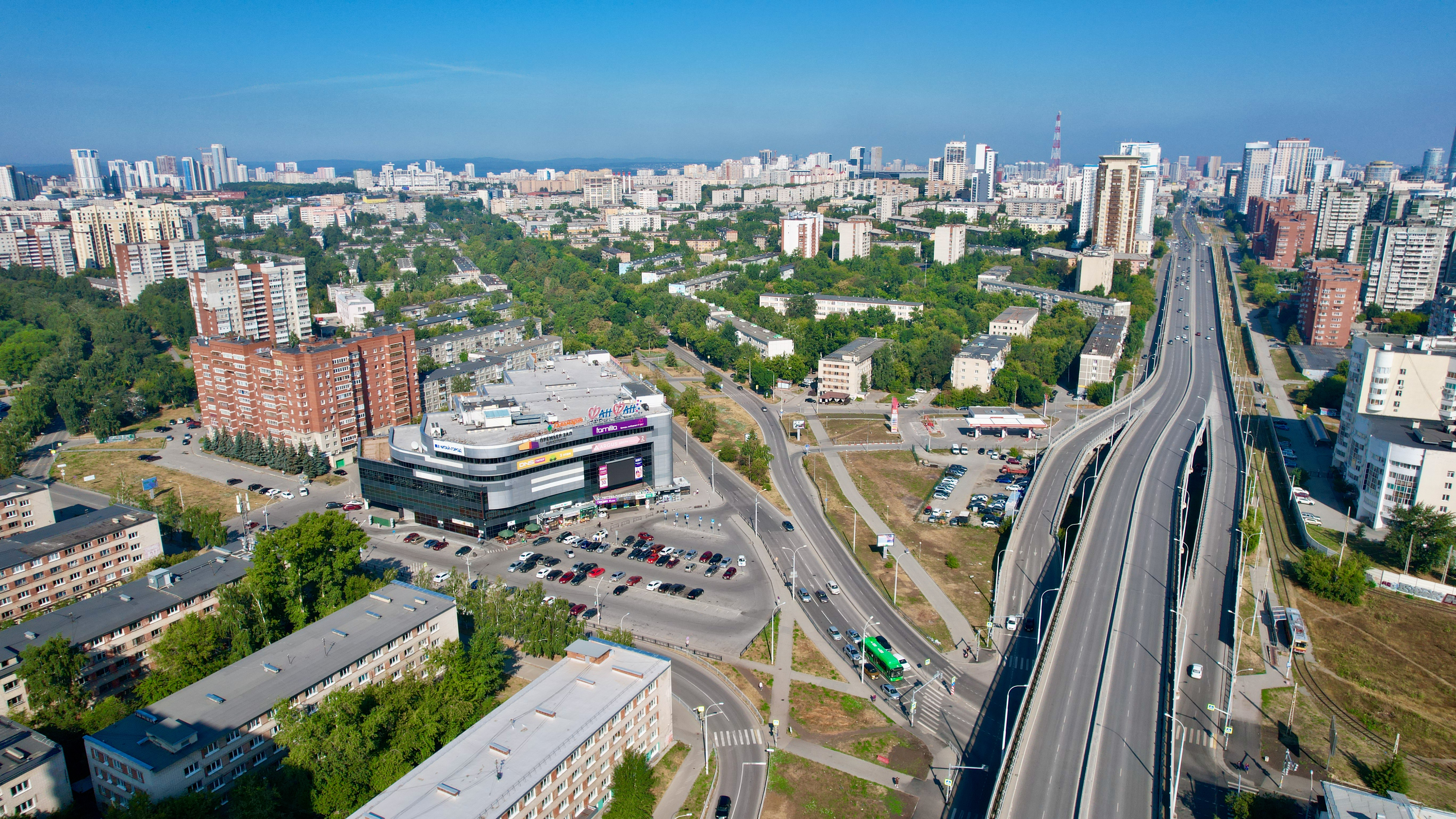
Вид с высоты, Посадская улица примыкает слева к Московской

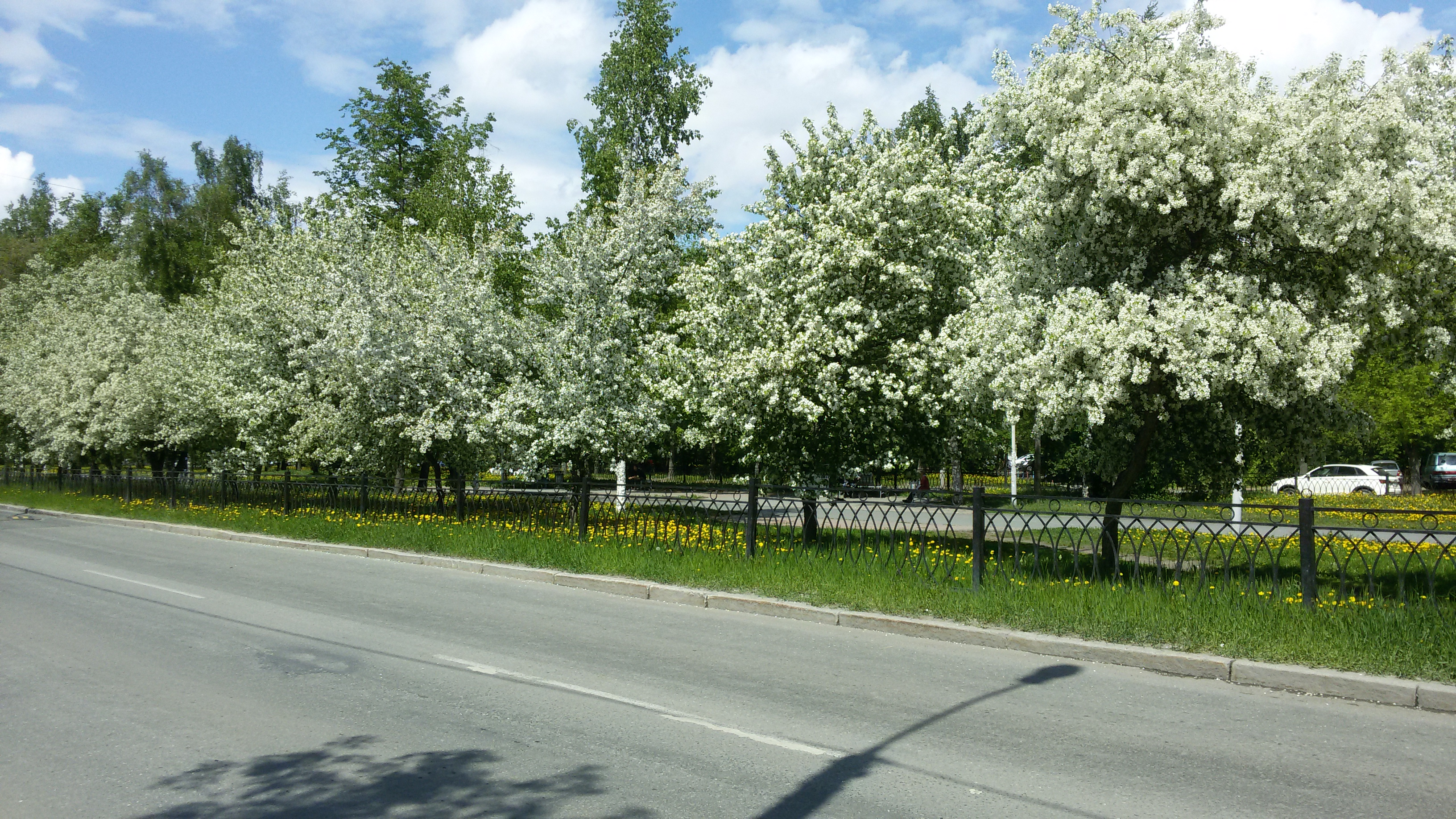
Бульвар на улице

Поса́дская у́лица — улица Екатеринбурга, большая её часть фактически является красивым бульваром.
Идёт от улицы Репина до Московской улицы — дома № 2 — 56, 3 — 81-а. Верх-Исетский район города. Общая протяжённость — около 2000 метров.

## История и архитектура
В начале XIX века на месте нынешней улицы находилось Камышенское болото. Позже велись разработки торфа на т. н. «Московском торфянике». В 1867 году в бывшей кузнице купец В. И. Логинов открыл ставшую впоследствии известной первую на Урале спичечную фабрику, в советские годы фабрика стала заводом Свердмашприбор, рядом сложились кварталы небольших предприятий.. К 1939 году на месте торфяника к северу от нынешней улицы стала постепенно возникать внеплановая застройка, в том числе землянки.
Сама улица была проложена в 1961—1962 годах, когда началось массовое крупнопанельное домостроение. Посадская быстро застраивалась более чем 40 жилыми 5-этажными панельными домами в «хрущёвском» стиле, все они были сданы буквально за 4 года. Первые жилые дома квартала от ул. Белореченской до ул. П. Тольятти (№ 31, 33, 41, 43) были сданы в 1963 году. В 1964 году был застроен следующий большой квартал в сторону ул. Московской (дома № 47 — 73). В 1965—1966 годах была застроена вся чётная сторона улицы (№ 30-56), дома № 79, 81, 81-а. Застройка велась комплексно и в эти же годы появились детский сад, 2 ясли-сада, школа № 141. Много внимания уделялось и транспортному обеспечению района — в 1964 году была открыта автостанция «Посадская» (маршруты № 12 и 14), в 1966 году была запущена линия троллейбуса (вначале маршруты № 2 и 3, с 1970 года — № 7), с 1969 года автобусы курсируют по всей улице. Посреди улицы (от ул. Белореченской) была разбита красивая аллея, улица фактически стала бульваром (реконструирован в 2007). В 1967 году был сдан длинный дом № 77 на 149 квартир, введена АТС-23 (дом № 48-а), позволившая телефонизировать район, открыт 5-этажный «Универбыт» (дом 28-а), в котором были трикотажное ателье, салон мебели, меховой цех, парикмахерская (в 1995 году стал торговым центром), в 1969 году — 5-этажный кирпичный дом № 37 с поликлиникой, в 1972—1973 годах — два 9-этажных кирпичных дома 28/2 и 28/3, в 1975 — 9-этажный кирпичный дом № 15, рядом построен вычислительный центр института «Гипроавтотранс», в 1977 — 12-этажный кирпичный дом 28/4, в 1983 году — 12-этажный кирпичный дом 28/5, в 1988 году — 10-этажный кирпичный дом-вставка № 29.
В 1993 году открылся универсам «Белореченский» (д. № 24, с 2004 — «Звёздный»). В 1990—2000-е годы в первых этажах домов открылся целый ряд частных магазинов, кафе, баров, клиник, аптек, парикмахерских, нотариальная контора и т. п. В 2006 году был открыт 9-этажный офисный центр (№ 23). В 2008-11 в начале улицы построена крупная автодорожная развязка. В сентябре 2009 года в конце улицы был сдан в эксплуатацию ТРЦ «Фан-фан».

### Наземный общественный транспорт
Улица является важной городской транспортной магистралью. По улице осуществляется автобусное (маршруты 58, 083 от Московской до Белореченской и 59 от Белореченской до Репина) и троллейбусное (от Тольятти до Репина, маршрут 7) движение, ходят маршрутные такси.